# John Wofford (Reiter, 1931)
John Edwin Brown Wofford (* 11. April 1931 in Washington, D.C.; † 22. August 2021 in Toms River, New Jersey) war ein US-amerikanischer Vielseitigkeitsreiter.

## Karriere
John Wofford wurde in Washington, D.C. als Sohn von John William Wofford, dem ersten Präsident des United States Equestrian Team und Teilnehmer der Olympischen Sommerspiele 1932, geboren und wuchs in Kansas City auf.
Bei den Olympischen Sommerspielen 1952 in Helsinki belegte er auf dem Pferd seines Vaters Benny Grimes im Vielseitigkeitsreiten-Einzel den 31. Platz und gewann im Mannschaftswettkampf die Bronzemedaille. Bei der Eröffnungsfeier der Olympischen Reiterspiele 1956 in Stockholm war Wofford Fahnenträger der US-amerikanischen Mannschaft. Wofford war Veteran der United States Army.
Sein Vater John W. Wofford, sein Bruder James Wofford und seine Schwägerin Dawn Wofford waren ebenfalls Vielseitigkeitsreiter, die an Olympischen Sommerspielen teilgenommen haben.